# Мхеидзе, Тамара Северьяновна
Тама́ра Северья́новна Мхеи́дзе (22 декабря 1915, Рокити, Кутаисская губерния — 11 апреля 2007, Тбилиси) — грузинский и советский арахнолог.

## Биография
Родилась в семье школьного учителя русского языка Северьяна Николаевича Мхеидзе и Мариам Наримовны Мосидзе. В 1931 году поступила в Университет имени Сталина в Тбилиси. После окончания учёбы в 1937 году, продолжила работу в университете в качестве лаборанта. Кандидат наук с 1943 года, тема диссертация — фаунистика пауков Грузии. С 1949 года и до выхода на пенсию в 1990 году преподавала энтомологию и зоологию беспозвоночных. Полевую практику вела вплоть до 2006 года. Умерла в 2007 году после тяжёлой болезни.
Была замужем за лимнологом Лавроси Кутубидзе (1911—1977).

## Научная деятельность
Была первым арахнологом из Кавказского региона. Её основные исследования касались арахнофауны Грузии. В своих более чем 30 публикациях она описала 35 видов и 2 подвида пауков из 12 семейств, а также 7 видов сенокосцев (часть названий сведены в синонимы). Личная коллекция передана Грузинскому национальному музею.

### Публикации
- Мхеидзе Т. С. Пауки Грузии: систематика, экология, зоогеографический обзор (груз.). — Тбилиси: Тбилисский университет, 1997.